# Vityebszk felett - Chagall álmai
Vityebszk felett - Chagall álmai è un cortometraggio del 2001 diretto da Diana Groó e basato sulla vita del pittore bielorusso Marc Chagall.

## Riconoscimenti
- 2001 - Art Film Fest Košice
  - Premio del festival - Regia (Diana Groó)
  - Placca Don Quijote - Menzione Speciale (Diana Groó)
- 2002 - Fike - International Short Film Festival
  - Miglior Film Sperimentale (Diana Groó)